# 卡本希尔 (阿拉巴马州)
卡本希尔（英文：Carbon Hill），是美国阿拉巴马州下属的一座城市。面积约为5.5平方英里（约合14.24平方公里）。根据2010年美国人口普查，该市有人口2,021人，人口密度为367.45/平方英里（约合141.92/平方公里）。